# Ocuri

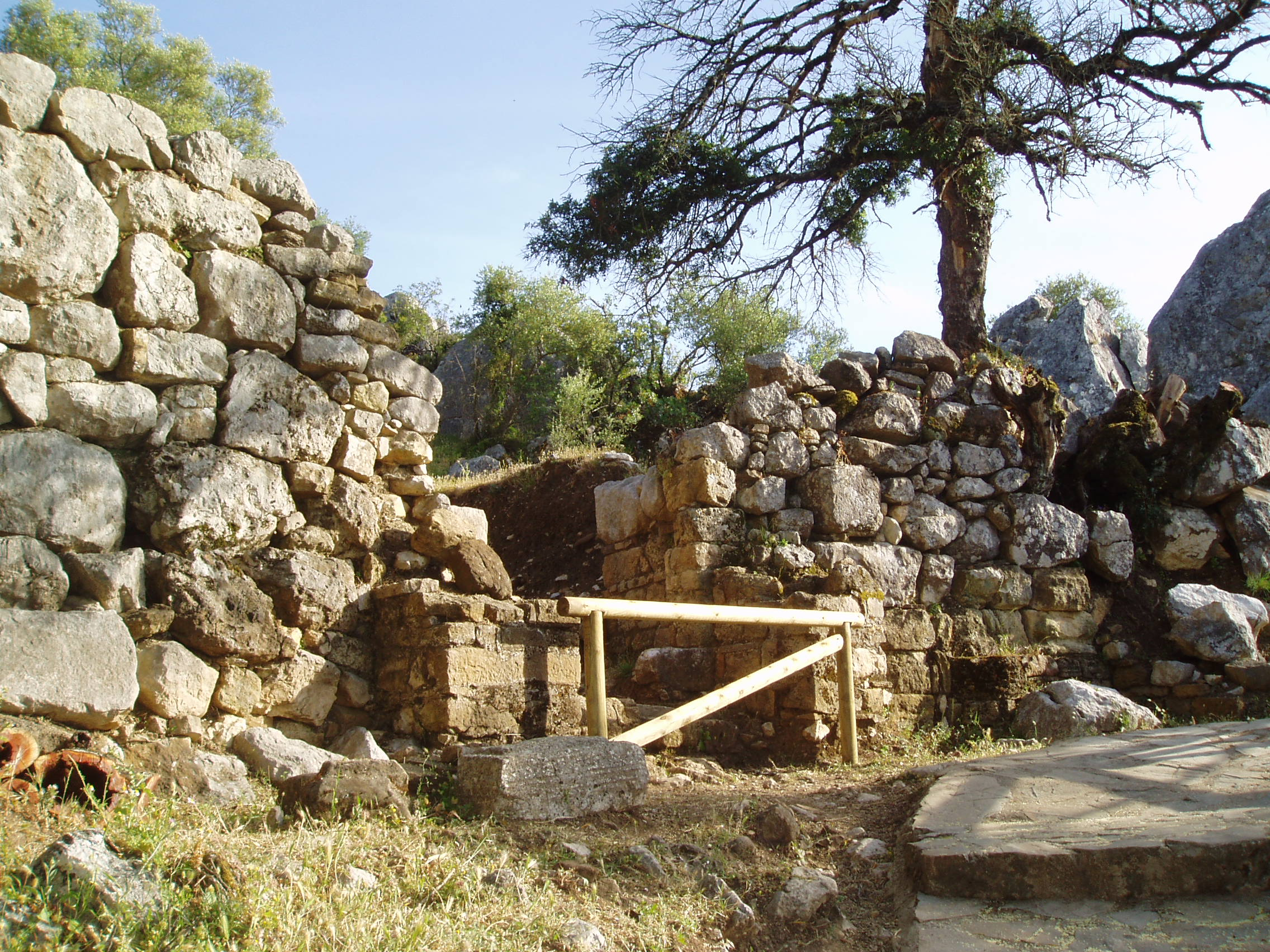
Puerta principal de acceso a la ciudad

La ciudad romana de Ocuri se sitúa en el Salto de la Mora (Ubrique), cerro desde el que se domina el paso natural hacia Benaocaz y la Manga de Villaluenga por un lado y la salida hacia el sur de la sierra por otro. Su estratégica posición indica que debió de ser un municipio romano de gran relevancia, hecho que queda igualmente demostrado por el porte de los restos arqueológicos que se conservan: el llamado mausoleo, la muralla ciclópea y las termas, así como el descubrimiento de monedas acuñadas allí. La estratigrafía general del yacimiento abarca desde la Edad del Bronce hasta el periodo de Al-Ándalus.

## Historia

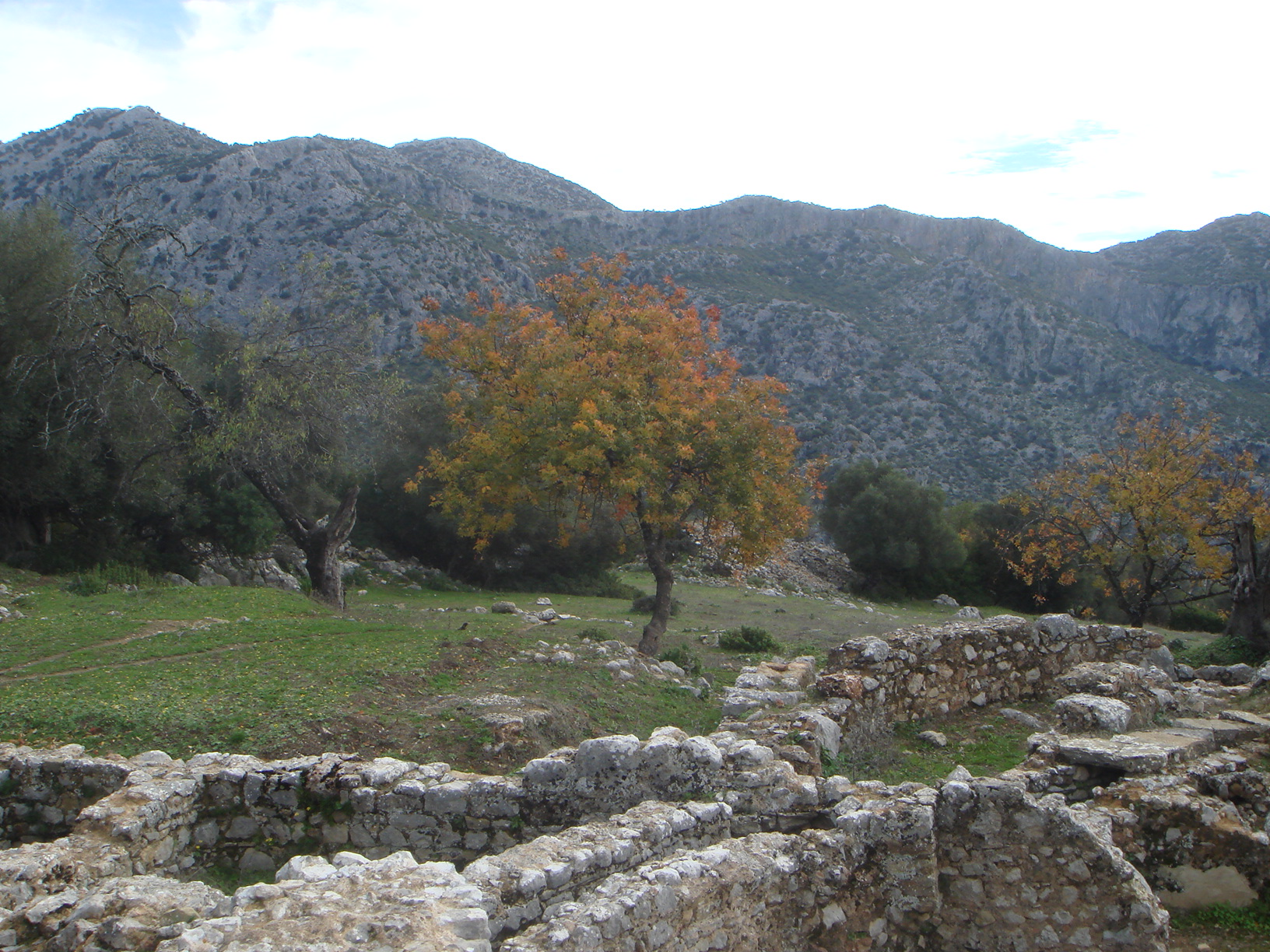
Ruinas

El primer y auténtico descubridor del yacimiento romano de Ocuri en tierras ubriqueñas fue Juan Vegazo. En 1793, este rico agricultor compró los terrenos que comprendían el asentamiento para realizar allí una excavación, esperando encontrar la Pompeya Ocuritana. Vegazo dejó constancia escrita de sus descubrimientos, aunque la mayoría de los objetos que allí se encontraron, incluyendo estatuas y monedas de gran valor histórico, se perdieron.
La actuación del maestro Manuel Cabello Janeiro (1932-2000) en la década de los 70 fue fundamental para su reconocimiento y las excavaciones realizadas por Salvador de Sancha Fernández consiguieron poner de manifiesto que varias culturas se asentaron en el Salto de la Mora, lugar en el que se encuentra Ocuri.
Además de la inscripción que se conserva en el Museo de Cádiz, se reconoce el trazado de la muralla, así como unas termas extensas, el foro y varias cisternas de viviendas privadas. Las cisternas y las termas han sido inventariados en el proyecto Conoce tus fuentes.

## Conservación
Gracias a la labor del proyecto Ruta Arqueológica de los Pueblos Blancos se han hecho una serie de actuaciones de consolidación y puesta en valor del yacimiento, construyéndose un centro de interpretación y una serie de accesos y vallados que han mejorado la subida al yacimiento. Allí y continuando con la labor de puesta en valor se han señalizado las diversas estructuras. Sin embargo, el yacimiento ha sufrido actos vandálicos.

## Columbario

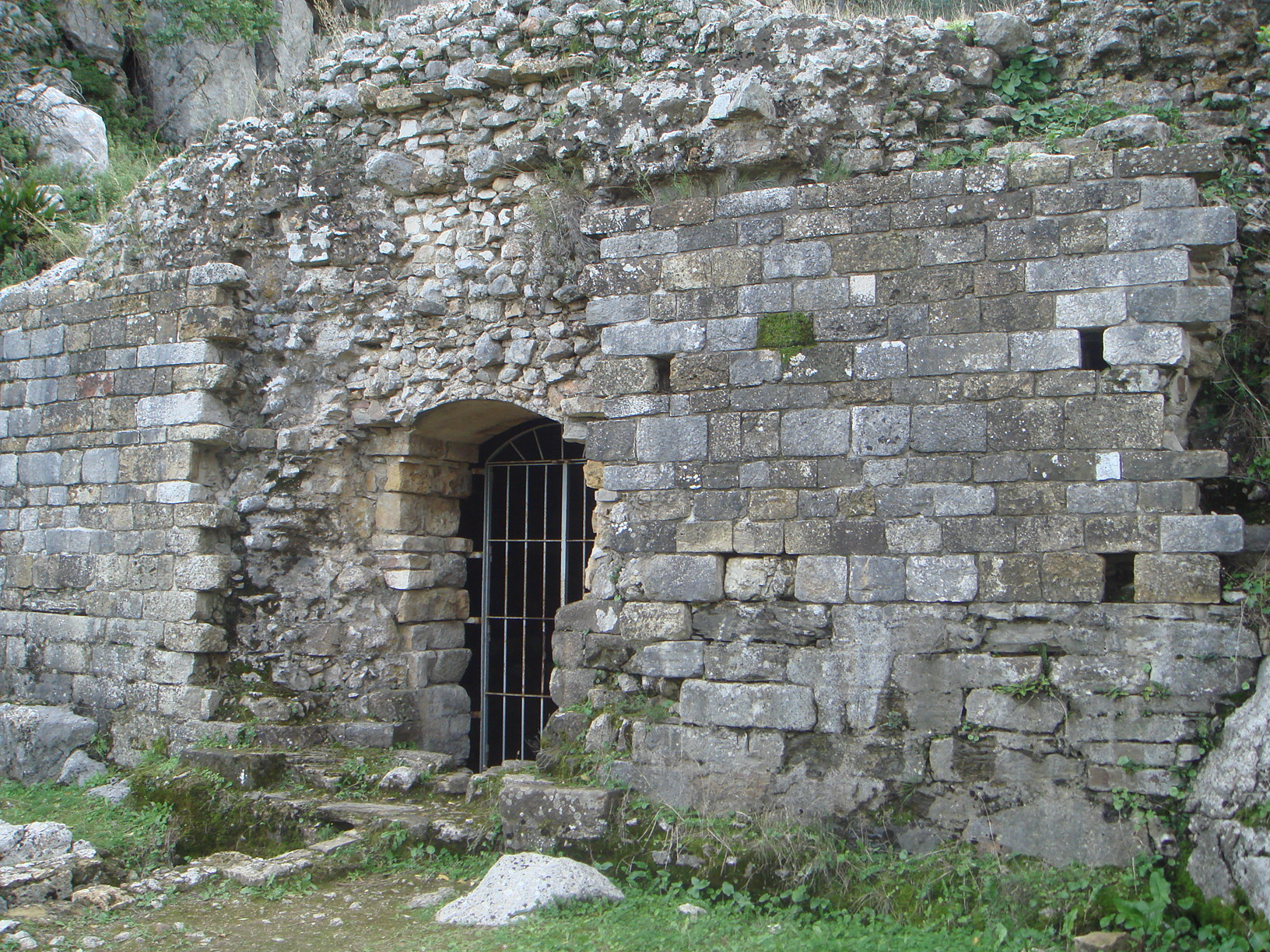
Entrada al llamado columbario

Junto al acceso principal de la ciudad está el llamado Columbario, un edificio con grandes hornacinas y pequeños nichos. Los planos de esta construcción fueron dibujados por primera vez por el arquitecto neoclásico Miguel de Olivares Guerrero en 1801.

## Flora

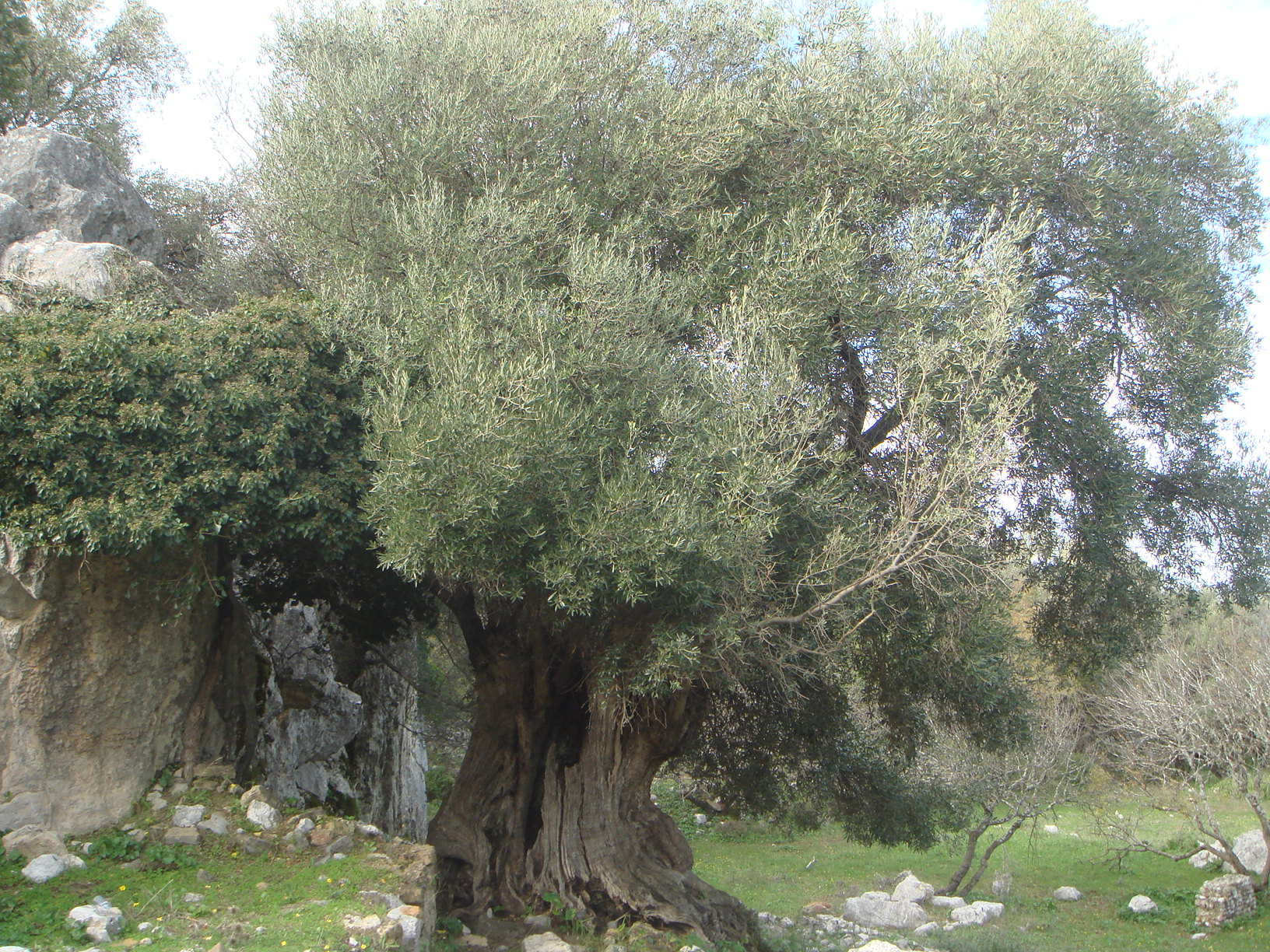
Olivo silvestre de Ocuri

En el que fuera foro de la ciudad se encuentra un olivo silvestre de más de 700 años incluido en el Catálogo de Árboles y arboledas singulares de Cádiz.